# Vesmírná základna Pituffik
Vesmírná základna Pituffik (anglicky Pituffik Space Base) je vojenská základna vesmírných sil Spojených států amerických. Nachází se v severozápadním Grónsku asi 100 km jižně od města Qaanaaq (dříve Thule). Leží 1200 kilometrů za severním polárním kruhem. V letech 1943–2023 se jmenovala letecká základna Thule. Název Thule je pro ni nadále neoficiálně používán. Je to rozlohou největší americká vojenská základna mimo území Spojených států amerických. Zároveň je nejsevernější základnou amerických vesmírných sil. Vzhledem ke své poloze se základna vyznačuje extrémními přírodními podmínkami. Od listopadu do února na ní panuje polární noc. Zimní teploty běžně dosahují -20° Celsia, zaznamenáno bylo i -80° Celsia. Základna je v americké jurisdikci. Je důležitou součástí amerického systému včasné výstrahy proti útoku mezikontinentálními balistickými raketami.

## Historie
V roce 1946 dánští a američtí vojáci v oblasti zřídili smíšenou radiostanici a meteorologickou stanici. Velký rozvoj základny nastal v době studené války. Letecká základna Thule byla původně vybudována jako předsunutá základna pro bombardéry a létající tankery amerického Velitelství strategického letectva. Její utajená výstavba začala roku 1951 v rámci operace Blue Jay. Postavena byla pro 12 000 osob, přičemž v době největšího rozmachu na ní sloužilo 10 000 osob. Základna byla dokončena roku 1953. Význam základna měla i pro podporu další amerických vojenských zařízení. Například v letech 1959–1967 byla 240 kilometrů východně od Thule výzkumná základna Camp Century. Základna Thule se navíc stala součástí sítě včasné výstrahy proti sovětskému jadernému útoku pomocí bombardérů a balistických raket (Distant Early Warning, DEW).
Dne 21. ledna 1968 necelých deset kilometrů od letiště havaroval americký strategický bombardér B-52G Stratofortress, pokoušející se o nouzové přistání s nákladem čtyř termonukleárních pum B28FI. Při havárii došlo k radioaktivní kontaminaci oblasti materiálem z poničených hlavic. Jednu ze čtyř pum se nepodařilo najít, pravděpodobně sklouzla do moře, které je v oblasti velmi hluboké. Událost je známa jako Thulegate.
Roku 2023 byla základna přejmenována z Thule na Pituffik. Na základně sídlí 12. kosmická výstražná letka, provozující radar zesíleného včasného varování Raytheon AN/FPS-120 s dosahem více než 4000 km. Jeho dvě velké pevné ploché antény pokrývají okolí v rozsahu 240 stupňů. Radar mimo jiné slouží k automatické detekci a sledování odpálení mezikontinentálních balistických raket z ruského území, nebo z raketonosných ponorek. Další jednotkou je 23. kosmická operační letka, zajišťující kontakt s družicemi na polárních oběžných drahách. Ochranu základny zajišťuje 821. eskadra bezpečnostních sil a logistické služby 821. podpůrná letka. V roce 2025 na základně pracovalo asi 700 osob.

## Galerie

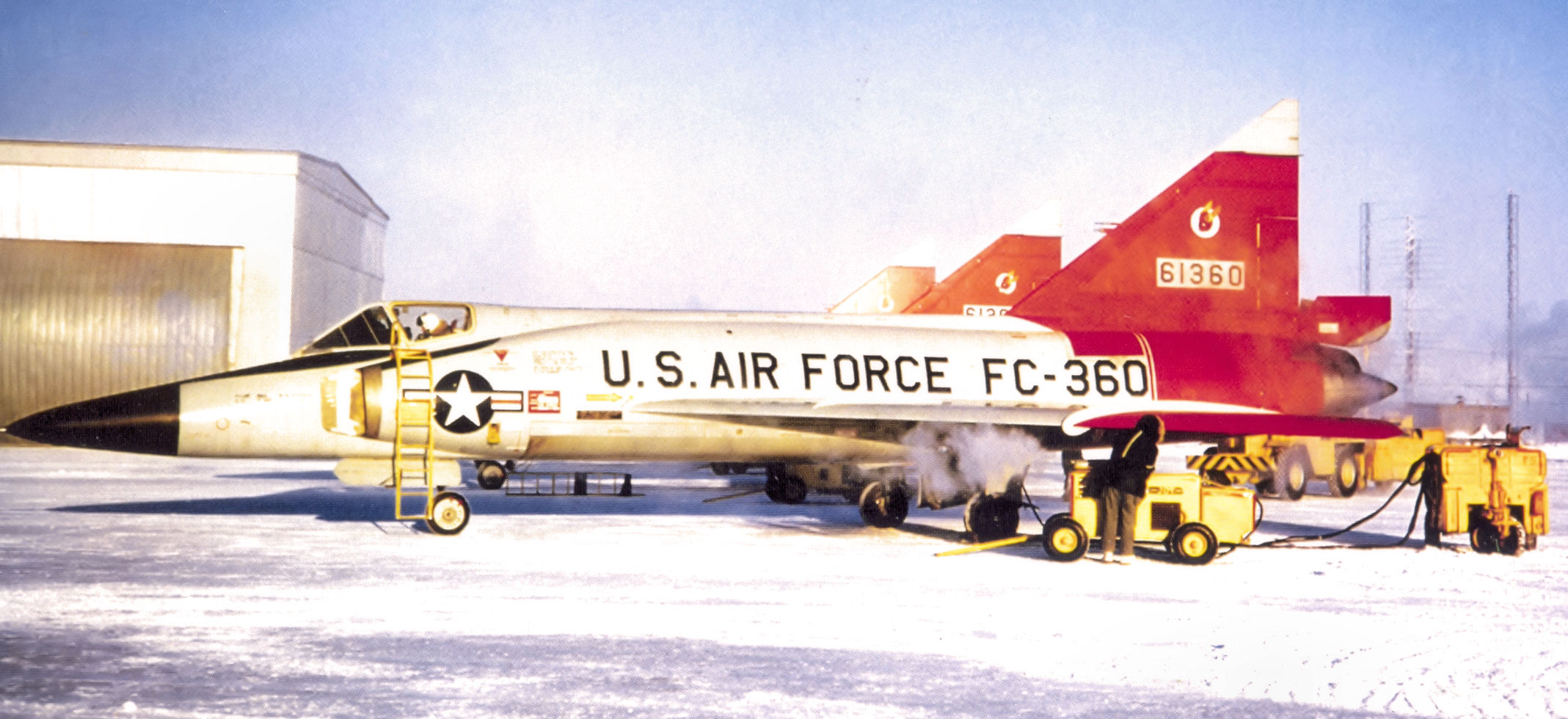
Americký záchytný stíhací letoun F-102A Delta Dagger na základně Thule
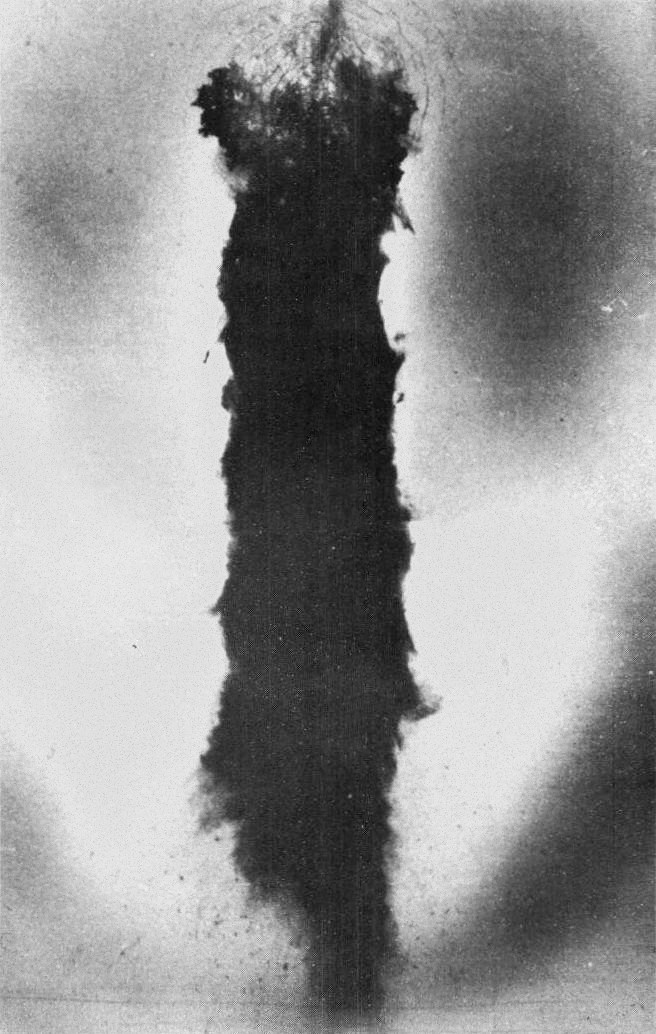
Znečištěný sníh v místě havárie bombardéru B-52G Stratofortress se čtveřicí termonukleárních pum
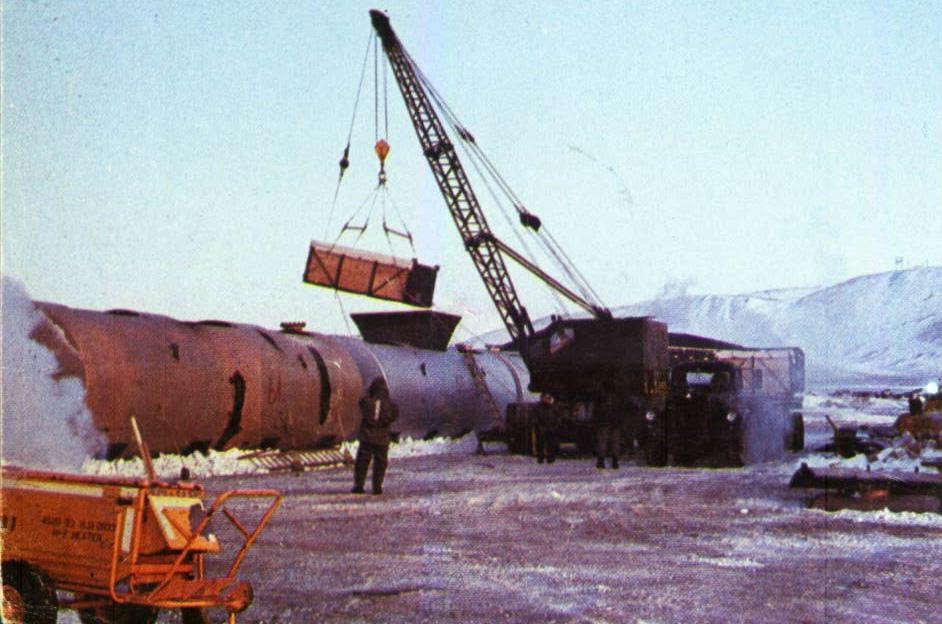
Likvidace sněhu kontaminovaného radioaktivním materiálem při nehodě bombardéru B-52G Stratofortress v roce 1968
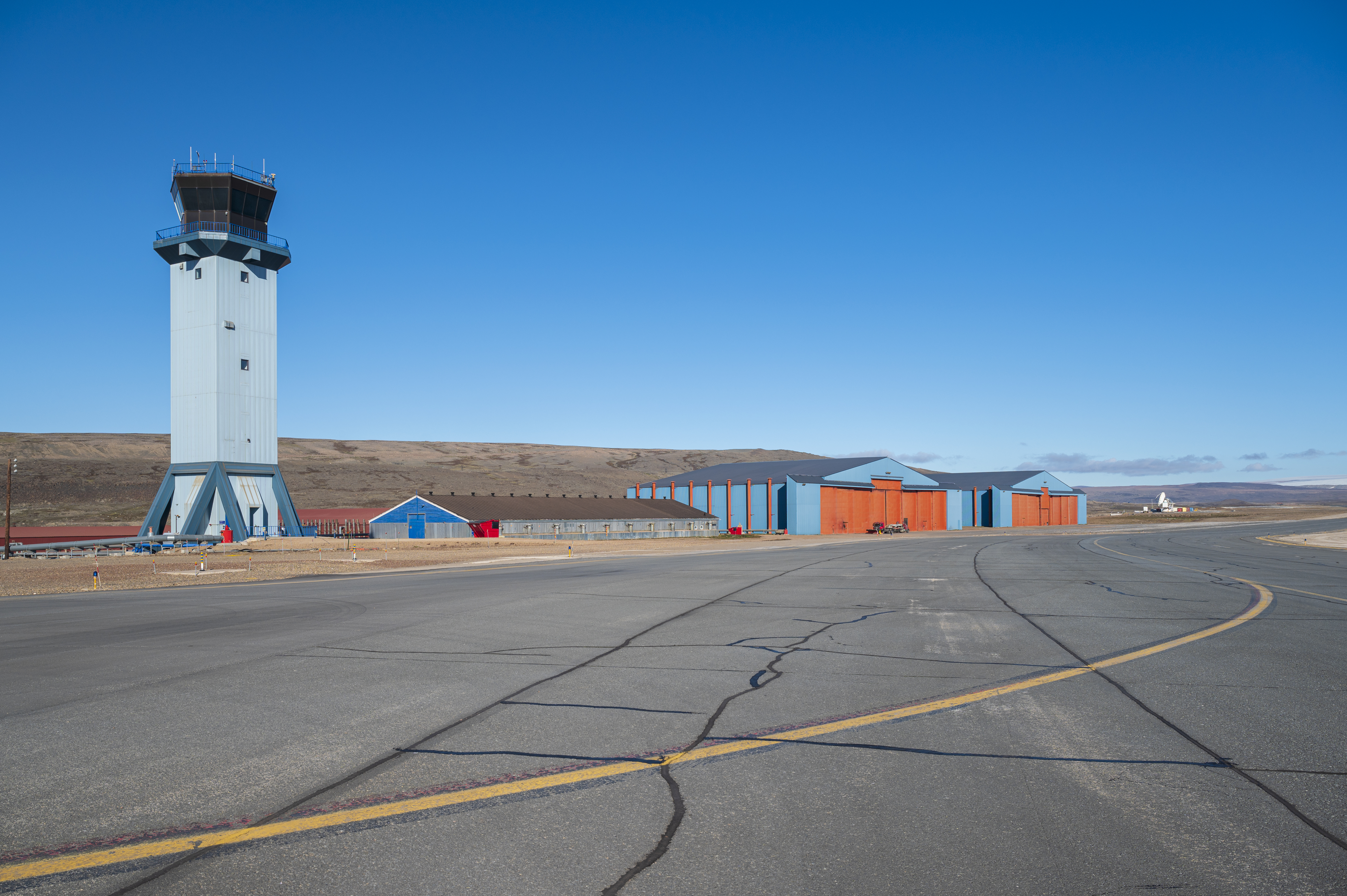
Letecká základna v roce 2022
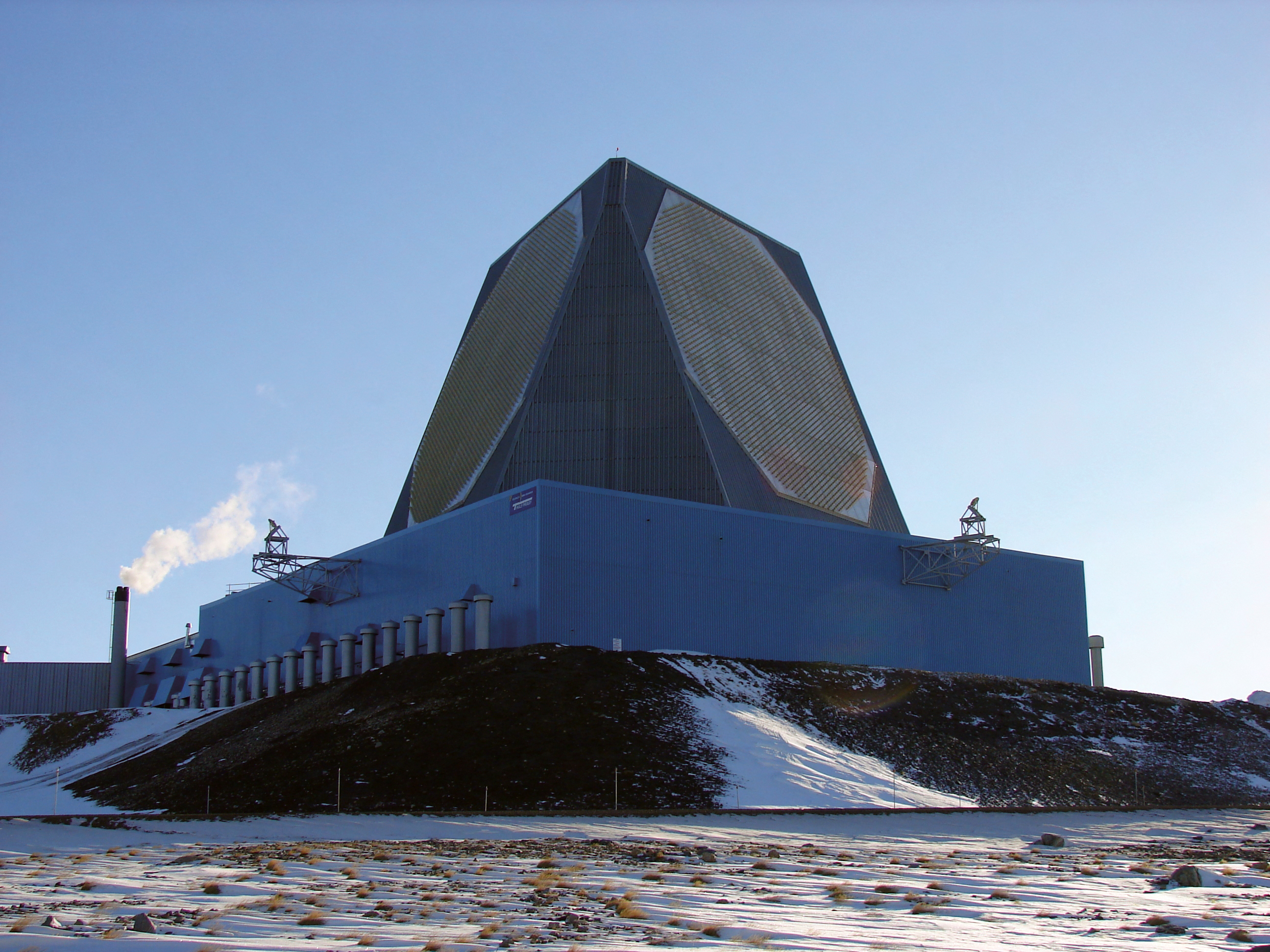
Americký radar AN/FPS-120
Pokrytí radaru AN/FPS-120
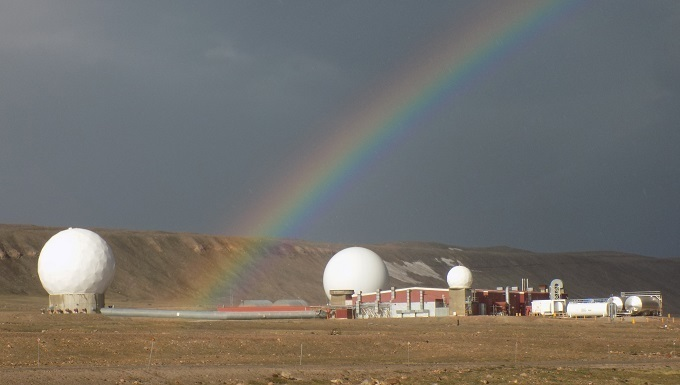
Americké zařízení zajišťující kontakt s družicemi
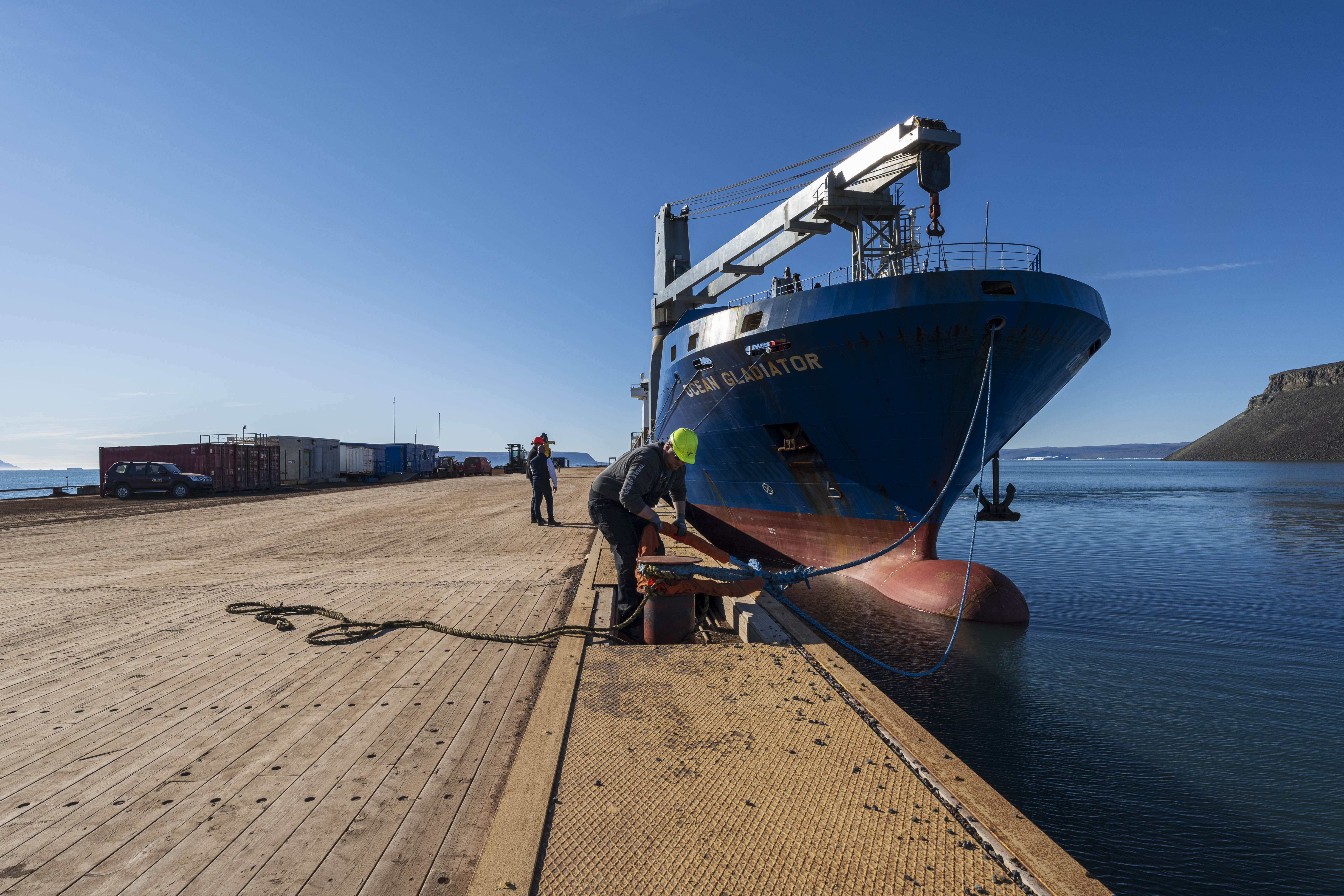
Přístav patřící k základně
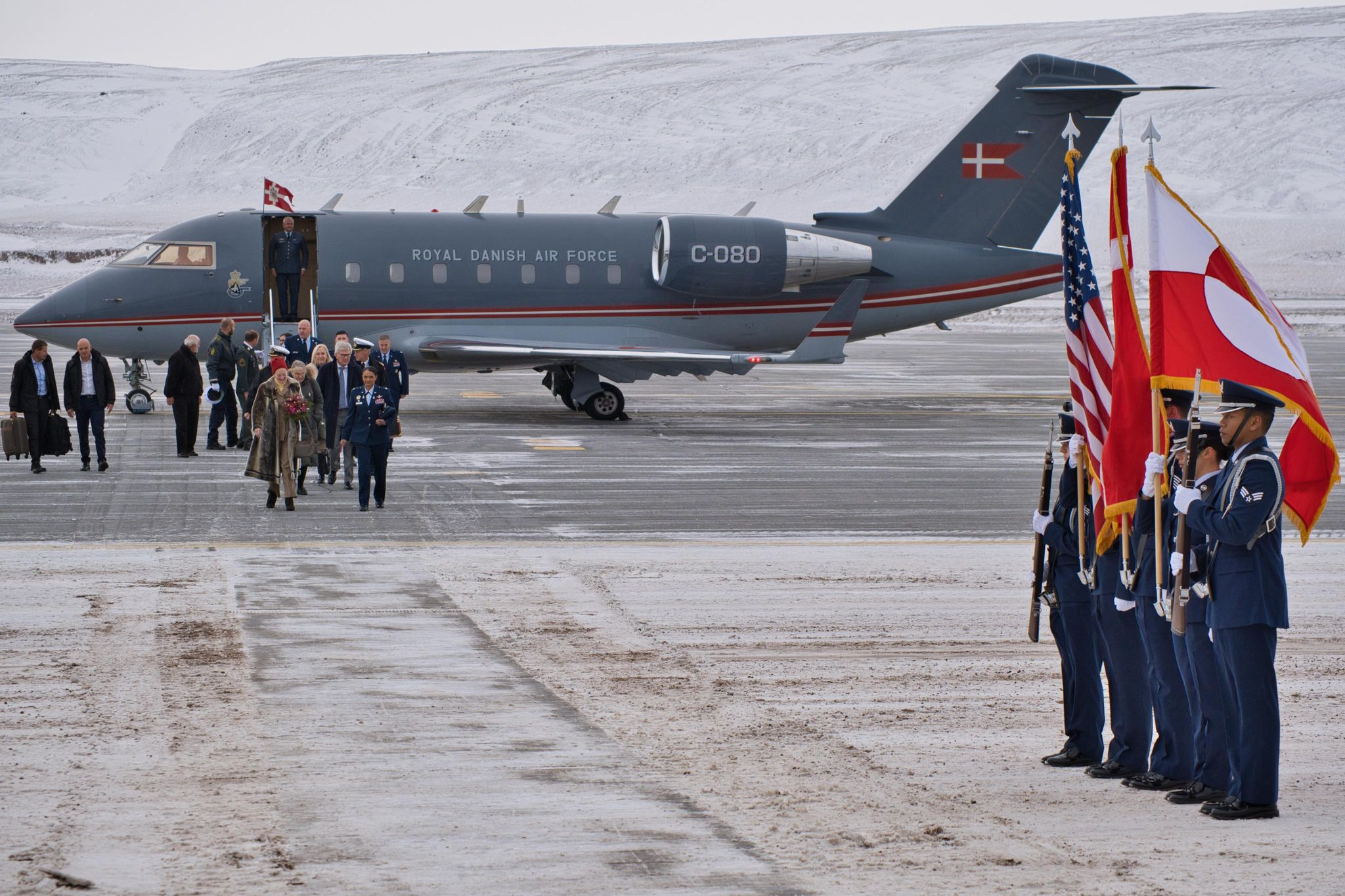
Přílet dánské královny Markéty II.
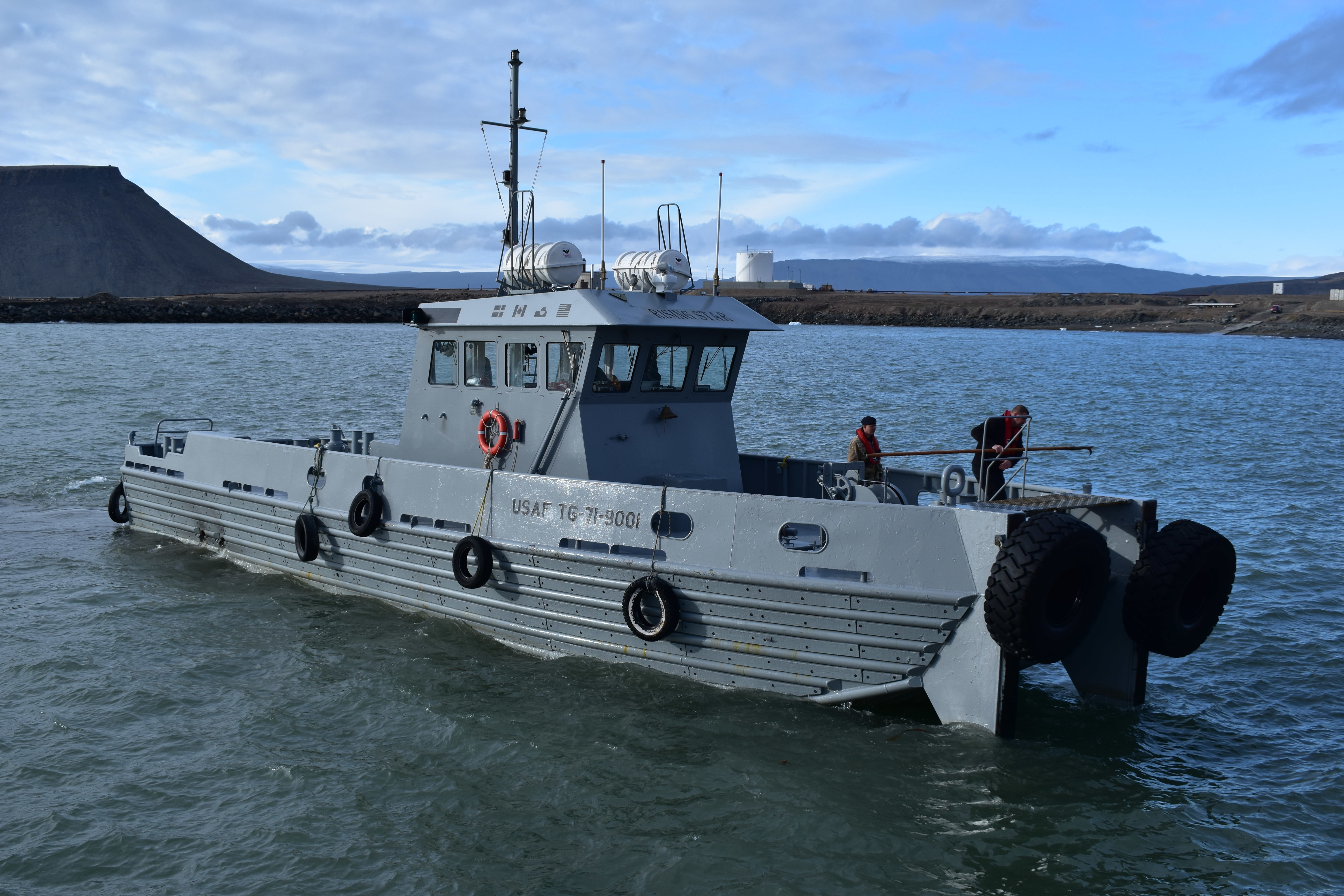
Americkým letectvem na základně využívaný remorkér Rising Star
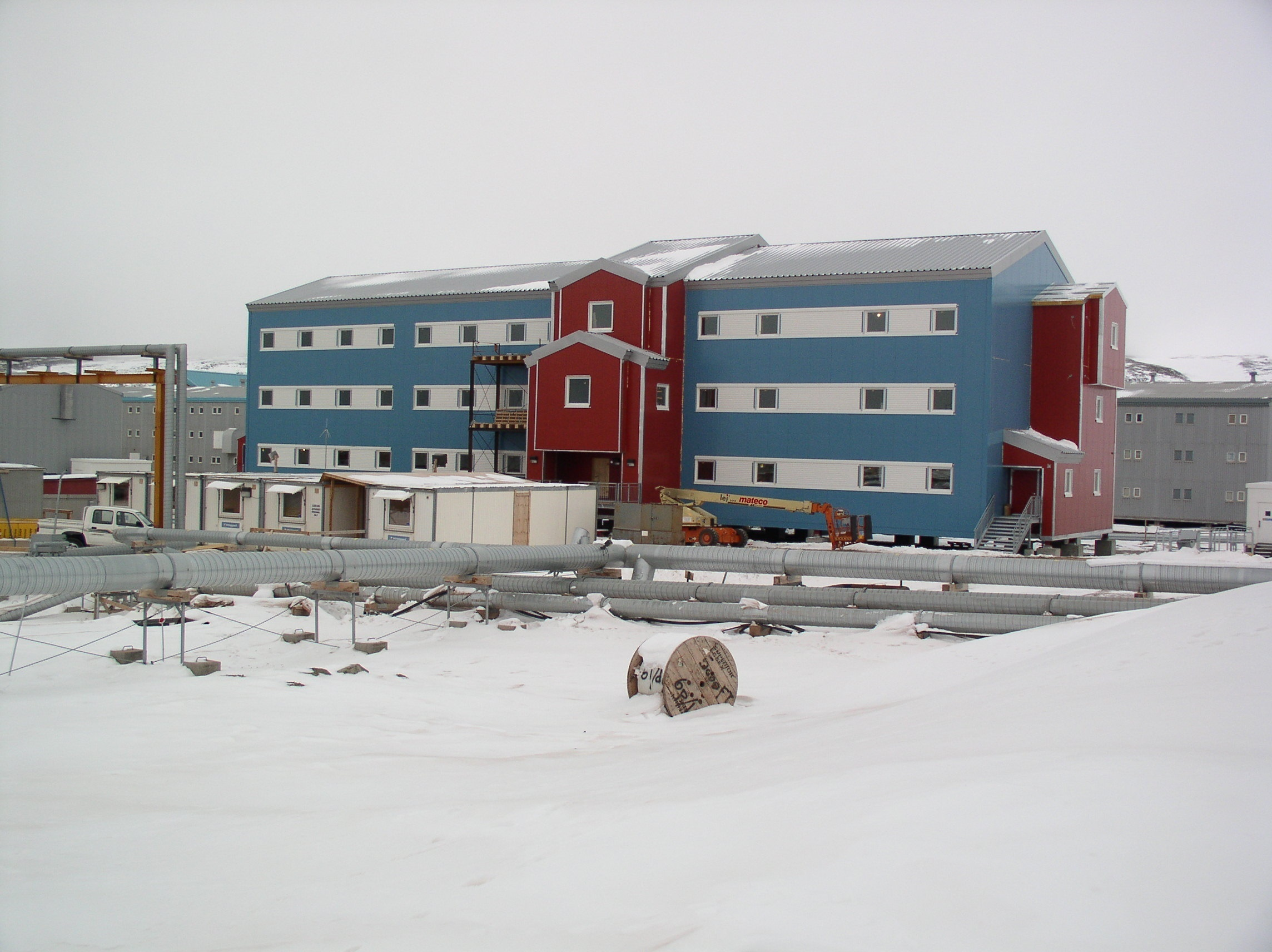
Ubytovna na základně